# Міжнародний день соціального бізнесу
Міжнародний день соціального бізнесу (англ. Social Business Day) відзначається щорічно з 2010 року. Заходи, приурочені до цього дня, об'єднують соціальних підприємців, представників влади, громадських організацій, а також інших людей, небайдужих до насущних проблем суспільства.
Міжнародний день соціального бізнесу зазвичай відзначається 28 червня, в день народження Мохаммада Юнуса, соціального підприємця і лауреата Нобелівської премії миру 2006 року «за зусилля зі створення економічного і соціального розвитку знизу». Він є главою і засновником Grameen Bank, піонером мікрофінансування і мікрокредитування. За його словами, цілі цієї події:

… полягають в заохоченні учасників обговорювати найважливіші особливості соціального бізнесу, його заслуги, досягнення і проблеми; обговорювати плани щодо майбутніх соціальних підприємств; вивчати майбутні можливості для соціального бізнесу; і надихати людей, підприємців, студентів, фонди і компанії на створення своїх власних соціальних підприємств.

За даними організаторів, перший Міжнародний день соціального бізнесу пройшов 28 червня 2010 року в Дакка (Бангладеш), Нью-Йорку (США), Токіо, Фукуоці (Японія), Буенос-Айресі (Аргентина), Вісбадені (Німеччина) і Йоганнесбурзі (ПАР).
У 2015 році Міжнародний день соціального бізнесу відбувся 28 травня.

## Історія
Перший в історії Міжнародний день соціального бізнесу (МДСБ) відбувся 28 червня 2010 року в бальному залі готелю Sonargaon мережі Pan Pacific в Дакка. Захід зібрав близько 300 учасників і гостей. Серед них своєю активністю виділялися студентки створеного двома роками раніше Азіатського університету для жінок. На стендах були представлені продукти і послуги соціальних підприємств, — проектів Grameen і їх партнерів — зокрема, йогурти Shakti Doi виробництва Grameen Danone. Там можна було отримати безкоштовну консультацію офтальмолога від GC Eye Hospital Care, проекту раннього виявлення та лікування катаракти серед найбідніших верств населення. Одним з центральних подій форуму стала презентація проекту логотипу соціального бізнесу, роботу над яким за завданням Мохаммада Юнуса вів Хіромі Інайосі (Hiromi Inayoshi). Іншою важливою подією стала презентація книги Юнуса «Building Social Business: The New Kind of Capitalism that Serves Humanity's Most Pressing Needs».
Темою другого форуму, що пройшов на тому ж місці рівно через рік, стала концепція «Досягнення Цілей Розвитку Тисячоліття шляхом соціального бізнесу». Мохаммад Юнус виступив з доповіддю, в якій висвітлив своє бачення майбутнього соціального підприємництва. На «круглих столах» ряд експертів обгрунтували вибір соціального підприємництва як ефективного засобу досягнень Цілей Розвитку Тисячоліття.
5-й щорічний День соціального бізнесу, організований Центром Юнуса зібрав вже понад 1000 учасників з 31 країни. Форум був проведений 28 червня 2014 року за девізом «Ми не шукаємо роботу, ми її даємо!» і відбувся в столичному Radisson Blu Water Garden Hotel. Центральною темою стала боротьба з безробіттям серед молоді засобами соціального підприємництва. У церемонії відкриття форуму, крім Махаммада Юнуса, взяла участь Керрі Кеннеді, дочка Роберта Кеннеді і президент центру з прав людини його імені. Паралельно проходило шість секцій, на спеціальному майданчику пройшли презентації соціальних підприємств з усього світу, особливо виділявся цирк з Камбоджі, на майданчику якого вуличні діти могли навчитися циркового мистецтва.
Ще через рік у форумі взяли участь майже 1600 осіб, а в 2016 році захід не відбувся. На 7-й Міжнародний день соціального бізнесу, який повинен був пройти в місті Дакка в 2017 році, зареєструвалося близько 2000 чоловік. Однак захід знову не відбувся «через обставини непереборної сили»: в зв'язку з ростом терористичної загрози, поліція не змогла гарантувати безпеку учасникам форуму.
У 2018 році Міжнародний день соціального бізнесу вдалося провести в індійському місті Бангалор 28-29 червня 2018 року. Темою року стала «Світ трьох нулів: нульова бідність, нульове безробіття, нульові чисті викиди вуглецю», відповідно до уявлень Махаммеда Юнуса про світ, в якому не буде ні бідності, ні безробіття, ні загроз для навколишнього середовища. Для участі в заході зареєструвалося понад 1200 делегатів з 42 країн.
Наступний, 9-й Міжнародний день соціального бізнесу відбувся 28-29 червня в Бангкоку, столиці Таїланду. Захід став наймасштабнішим і представницьким в своїй історії: на нього зареєструвалися понад 1500 учасників з 62 країн.
З 2013 року День соціального бізнесу відмічається також в Росії.